# بين روك
بين روك (بالإنجليزية: Ben Rock)‏ هو مخرج أمريكي، ولد في 22 أبريل 1971.

## وصلات خارجية
- بين روك على موقع IMDb (الإنجليزية)
- بين روك على موقع ألو سيني (الفرنسية)
- بين روك على موقع أول موفي (الإنجليزية)
- بين روك على موقع قاعدة بيانات الأفلام السويدية (السويدية)
- بين روك على موقع قاعدة بيانات الفيلم (الإنجليزية)
- بين روك على موقع كينوبويسك (الروسية)